# Монтажний майданчик
Монта́жний майда́нчик (рос. площадка монтажная; англ. spider deck, erection bay, нім. Montagestelle f) — майданчик для монтажу й випробування устаткування.

## Приклади
При видобуванні корисних копалин, напр.: а) шахтного технологічного устаткування перед його спуском у шахту та за місцем розташування; б) підводного устаткування перед опусканням до підводного гирла свердловини, розміщений під головною палубою напівзануреного бурового устаткування.